# 三角座15
三角座15，又名BD+34 469，HD 16058、SAO 55687、HR 750，是三角座的一颗恒星，视星等为5.35，位于銀經146.14，銀緯-23.44，其B1900.0坐标为赤經2h 29m 42.5s，赤緯+34° -23.44′ 5″。